# Brygada Spadochronowa Gruppe B
Brygada Spadochronowa „Gruppe B” (niem. Fallschirm-Jäger-Brigade „Gruppe B”) – ukraińska jednostka powietrznodesantowa  w służbie III Rzeszy pod koniec II wojny światowej.

## Organizacja
Jednostka wchodziła w skład tworzonej przez Niemców Ukraińskiej Armii Narodowej (UNA) pod dowództwem generała Pawło Szandruka. Na jej czele stanął Taras Bulba-Boroweć, zwolniony z  obozu koncentracyjnego Sachsenhausen. Był on też kierownikiem ukraińskiej sekcji SS-Jagdverband Ost. Szefem sztabu brygady został pułkownik Andrij Dołud, a następnie płk Iwan Kowal.
Brygada liczyła jedynie ok. 400 ludzi w składzie dwóch szkieletowych pułków, choć jej ostateczny stan miał wynosić 5 tys. żołnierzy. Żołnierze Brygady nosili typowe mundury niemieckich Fallschirmjägers, prawdopodobnie z symbolem UNA na czapkach. T. Bulba-Boroweć nosił mundur generała Wehrmachtu bez jakichkolwiek dystynkcji UNA.

## Historia
Brygada została sformowana na początku lutego 1945 r. na terytorium Niemiec z inicjatywy SS-Jagdverband pod dowództwem SS-Sturmbannführera Otto Skorzennego. Ukraińcy przeszli szkolenie wojskowe w miejscowości Jaltburgund.
Wiosną 1945 r. Brygadę przeznaczono do użycia w planowanej Operacji „Maiglöckchen”, która miała polegać na zrzuceniu na spadochronach ukraińskich żołnierzy na obszar zachodniej Ukrainy, w celu prowadzenia partyzanckiej wojny z Armią Czerwoną. Z powodu braku benzyny do samolotów, operacja nie została przeprowadzona, chociaż Niemcom najprawdopodobniej udało się przerzucić kilka mniejszych grup spadochronowych.